# Jewgienija Sieczenowa
Jewgienija Iwanowna Sieczenowa (ros. Евгения Ивановна Сеченова, ur. 17 sierpnia 1918 w Sewastopolu, zm. 25 czerwca 1990 w Moskwie) – radziecka lekkoatletka, sprinterka, dwukrotna mistrzyni Europy z 1946, olimpijka.
Zdobyła złote medale w biegu na 100 metrów i w biegu na 200 metrów oraz brązowy w sztafecie 4 × 100 metrów (w składzie: Sieczenowa, Walentina Fokina, Elene Gokieli i Walentina Wasiljewa) na mistrzostwach Europy w 1946 w Oslo.
Na kolejnych mistrzostwach Europy w 1950 w Brukseli Sieczenowa zdobyła srebrne medale w biegach na 100 metrów i na 200 metrów (przegrywając na obu dystansach z Fanny Blankers-Koen) oraz brązowy w sztafecie 4 × 100 metrów (w składzie: Gokieli, Sanija Malszyna, Zoja Duchowicz i Sieczenowa).
Odpadła w półfinale biegu na 200 metrów na igrzyskach olimpijskich w 1952 w Helsinkach, a radziecka sztafeta 4 × 100 metrów w składzie: Irina Turowa, Sieczenowa, Nadieżda Chnykina-Dwaliszwili i Wira Kałasznikowa zajęła 4. miejsce w finale.
Dwukrotnie ustanawiała rekordy świata w sztafecie 4 × 200 metrów do wyniku 1:39,7 (w składzie: Chnykina, Sieczenowa, Zinaida Safronowa i Malszyna 27 września 1951 w Bukareszcie). 
Wielokrotnie ustanawiała rekordy Związku Radzieckiego: dwukrotnie w biegu na 100 metrów do wyniku 11,9 (22 sierpnia 1946 w Oslo), czterokrotnie w biegu na 200 metrów do czasu 24,8 (27 sierpnia 1950 w Brukseli) oraz dziesięciokrotnie w sztafecie 4 × 100 metrów do wyniku 46,3 (27 lipca 1952 w Helsinkach).
Była mistrzynią ZSRR w biegu na 100 metrów w latach 1940, 1946, 1947, 1949 i 1950, w biegu na 200 metrów w 1939, 1940, 1944, 1946 i 1949, w sztafecie 4 × 100 metrów w latach 1939, 1940, 1946 i 1949-1951 oraz w sztafecie 4 × 200 metrów w latach 1946 i 1948-1951.
Została odznaczona tytułem Zasłużonego Mistrza Sportu ZSRR (1947) i Orderem Czerwonego Sztandaru Pracy (1957).
Napisała książkę Мой бег на 200 метров (Mój bieg na 200 metrów) wydaną w 1941.
Jest pochowana na Cmentarzu Wostriakowskim w Moskwie.